# 小花水柏枝
小花水柏枝（学名：Myricaria wardii）为柽柳科水柏枝属下的一个种。

## 扩展阅读
- 維基物種上的相關：小花水柏枝